# Andreas Apergis
Andreas Apergis (* vor 1988 in Kanada) ist ein kanadischer Schauspieler.

## Leben
Andreas Apergis ist ein Fernseh- und Filmschauspieler. Er begann seine Karriere 1988 mit der Fernsehproduktion Streets of Vengeance, in der er die Rolle des Special Agent Nick Donovan spielte.

## Filmografie (Auswahl)
- 1988: Streets of Vengeance
- 1996: Lethal Point – Zwei gnadenlose Profis (Hollow Point)
- 1997: Die verlorene Tochter (The Lost Daughter)
- 1997: Im Angesicht meiner Feinde (In the Presence of Mine Enemies)
- 1997–1998: F/X (F/X: The Series, Fernsehserie, 3 Folgen)
- 1999: Running Home – Zuhause ist ein weiter Weg (Running Home)
- 2000: XChange
- 2000: Relic Hunter – Die Schatzjägerin (Relic Hunter, Fernsehserie, Folge 1x17)
- 2000: PSI Factor – Es geschieht jeden Tag ( 	PSI Factor – Chronicles of the Paranormal, Fernsehserie, 1 Folge)
- 2001: Heist – Der letzte Coup (Heist)
- 2002: Riders
- 2005: Traue keinem Fremden (Deadly Isolation)
- 2005: Human Trafficking – Menschenhandel (Human Trafficking)
- 2007: Tödliches Geheimnis (My Daughter’s Secret)
- 2007: Killer Wave – Die Todeswelle (Killer Wave, Fernsehfilm)
- 2010: Durham County – Im Rausch der Gewalt (Durham County, Fernsehserie, 6 Folgen)
- 2010: Secrets of the Mountain
- 2011–2014: Being Human (Fernsehserie, 9 Folgen)
- 2013: Riddick: Überleben ist seine Rache (Riddick)
- 2014: Ascension (Fernsehserie, Folge 1x03)
- 2014: Brick Mansions
- 2014: Gurov and Anna
- 2014: Bauernopfer – Spiel der Könige (Pawn Sacrifice)
- 2014: The Lottery (Fernsehserie, 2 Folgen)
- 2014: X-Men: Zukunft ist Vergangenheit (X-Men: Days of Future Past)
- 2014–2015: 19-2 (Fernsehserie, 17 Folgen, Sprechrolle)
- 2015: 12 Monkeys (Fernsehserie, 2 Folgen)
- 2015: The Forbidden Room
- 2016: Nitro Rush
- 2017: Mother!
- 2020: Barkskins – Aus hartem Holz (Barkskins, Fernsehserie, 3 Folgen)
- 2020: Saint-Narcisse
- 2020–2024: Star Trek: Discovery (Fernsehserie, 4 Folgen)
- 2021: Dark Web: Cicada 3301
- 2022: Moonfall

## Synchronisationen
- 2010: Assassin´s Creed: Ascendance (Kurzfilm als Cesare Borgia)
- 2010: Assassin’s Creed: Brotherhood (Videospiel als Cesare Borgia)
- 2011: Deus Ex: Human Revolution (Videospiel als Francis Pritchard)
- 2013: Vater Martin (Videospiel Outlast)
- 2017: For Honor, Hervis Daubeny